# Гидросфера
Гидросфе́ра (от др.-греч. гидро «вода» + сфера «шар») — водная оболочка Земли. Её принято делить на Мировой океан, континентальные поверхностные воды и ледники, а также подземные воды.

## Строение и состав
- Общий объём воды на планете — около 1,39 млрд км3 [1].
- Масса гидросферы — примерно 1,46·1021 кг. [источник не указан 3549 дней] Это в 275 раз больше массы атмосферы, но лишь 0,0244 % от массы всей планеты.

Бо́льшая часть воды сосредоточена в океане, намного меньше — в ледниках, континентальных водоёмах и подземных водах. Солёные океанические воды составляют 96,4 % объёма гидросферы, воды ледников — 1,86 %, подземные воды — 1,68 %, а поверхностные воды суши — немногим более 0,02 %. Объём пресной воды 2,5 % −35 млн км³, извлекаемая 0,3 % −4,2 млн км³.
Океаны покрывают около 71 % земной поверхности. Средняя их глубина составляет 3800 м, а максимальная (Марианская впадина в Тихом океане) — 10 994 метра. Океаническую кору слагают осадочный и базальтовый слои. В водах Мирового океана растворены соли (в среднем 3,5 %) и ряд газов. В частности, верхний слой океана содержит 140 трлн тонн углекислого газа и 8 трлн тонн кислорода.
Поверхностные континентальные воды занимают лишь малую долю в общей массе гидросферы, но тем не менее играют важнейшую роль в жизни наземной биосферы, являясь основным источником водоснабжения, орошения и обводнения. Сверх того эта часть гидросферы находится в постоянном взаимодействии с атмосферой и земной корой.
Воду, которая находится в твёрдом состоянии (в виде ледников, снежного покрова и в вечной мерзлоте), объединяют под названием криосферы.
| Части гидросферы      | Объём, млн км3 | %       |
| --------------------- | -------------- | ------- |
| Мировой океан         | 1370           | 93,9399 |
| Подземные воды        | 64             | 4,3884  |
| Ледники               | 24             | 1,6457  |
| Озёра и водохранилища | 0,280          | 0,0192  |
| Почвы                 | 0,085          | 0,0058  |
| Атмосферный пар       | 0,014          | 0,0010  |
| Реки                  | 0,001          | 0,0001  |
| Вся гидросфера        | 1458,38        | 100     |

## Связи
Переходы воды из одних частей гидросферы в другие составляют сложный круговорот воды на Земле.
Гидросфера перекрывается с биосферой по всей своей толще, но наибольшая плотность живого вещества приходится на поверхностные прогреваемые и освещаемые Солнцем слои, а также прибрежные зоны.
Принято считать, что именно в гидросфере зародилась жизнь на Земле. Лишь в начале палеозойской эры начался постепенный выход животных и растений на сушу.